# Бруно Сена
Бруно Сена (на португалски Bruno Senna Lalli) е бразилски пилот от Формула 1, племенник на 3-кратния световен шампион Айртон Сена. Състезава се за екипа на Хиспания Рейсинг.

## Кариера

### Формула 1
Бруно Сена провежда първия си тест с болид от Формула 1 през ноември 2008 г. за Хонда на пистата Каталуня в Испания. По това време Сена е един от възможните пилоти на отбора за сезон 2009. На 5 декември 2008 г. Хонда се оттегля от Формула 1, заради финансовата криза. На 27 февруари 2009 г. е оповестено, че отборът е купен от Рос Браун и пилоти ще бъдат Дженсън Бътън и Рубенс Барикело. Бруно Сена отказва на Мерцедес да участва в Немския шампионат за туристически автомобили, за да се концентрира върху шансовете си да кара във Формула 1 поне през 2010. Най-голямото му желание е да се състезава за екипа на Лотус Ф1. На 31 октомври 2009 г. е потвърден за пилот на отбора Кампос Мета. Скоро този отбор е купен от Хосе Рамон Карабанте. Той прекръства отбора на Испания Рейсинг. За съотборник на Бруно Сена е избран индиецът Карун Чандок.